# Pedra da Sesta
A Pedra da Sestaé o nome que se dava a um bloco maciço de pedra que simbolizava o começo e o fim da sesta. Era usada numa celebração ritual que tinha lugar duas vezes por ano, uma no equinócio da primavera a outra no equinócio do outono. Centrava-se na actividade do enterramento e desenterramento da pedra e na sua colocação no centro da povoação onde ficava até ao fim da sesta no dia 8 de setembro. Nos primeiros dias de primavera celebrava-se o "início da sesta". Um grupo de homens, geralmente casados, desenterrava a pedra da sesta, do lugar onde tinha sido enterrada no ano anterior, por volta do dia 25 de março. A partir daí, até ao enterramento da pedra, os trabalhadores passavam a ter duas horas de descanso, de sesta, por dia ao almoço (antigamente designado de jantar). O desenterramento era comemorado com um arraial, uma festa ao ar livre. Com o enterramento da pedra da sesta, no dia 9 de setembro (ou no dia 25 de setembro) perdia-se uma hora de descanso. A tradição tinha lugar nas freguesias de Vila Nova de Monsarros, Paredes do Bairro e Ventosa do Bairro. 